# 64-й Венецианский кинофестиваль
64-й Венецианский кинофестиваль проходил в Венеции (Италия) с 29 августа по 8 сентября 2007 года.

## Жюри
Состав жюри 64-го Венецианского международного кинофестиваля в Венеции был следующим:

### Главное жюри
- Чжан Имоу (КНР)
- Катрин Брейя (Франция)
- Джейн Кэмпион (Новая Зеландия)
- Эмануэле Криалезе (Италия)
- Алехандро Гонсалес Иньярриту (Мексика)
- Ферзан Озпетек (Турция-Италия)
- Пол Верховен (Голландия)

### Жюри «Горизонты»
- Грегг Араки (США) — Президент
- Фредерик Вайсман (США)
- Хала Алабдалла Якуб (Сирия)
- Григорио Фирио (Италия)
- Ульрих Грегор (Германия)

### Жюри «Венецианская премия Луиджи Де Лаурентис за дебют»
- Билл Микэник (США)
- Руперт Эверетт (Великобритания)
- Ранда Чахал Сабаг (Ливан)
- Лю Цзе (КНР)
- Валерия Соларино (Италия)

### Жюри «Короткометражные фильмы»
- Франсуа-Жак Оссанг (Франция)
- Ясмин Кассари (Марокко)
- Роберто Перпиньяни (Италия)

## Основные разделы
- Поезд на Дарджилинг. Отчаянные путешественники фильм Уэса Андерсона
- Сыщик фильм Кеннета Брана
- Хаос фильм Юсефа Шахина и Халеда Юссуфа
- Без цензуры фильм Брайана Де Пальма
- Как трусливый Роберт Форд убил Джесси Джеймса фильм Эндрю Доминика
- Падшие герои фильм Паоло Франки
- Майкл Клейтон фильм Тони Гилрой
- Ночной дозор фильм Питера Гринуэй
- В городе Сильвии фильм Хосе Луиса Герина
- В долине Эла фильм Пола Хаггиса
- Меня там нет фильм Тодда Хейнса
- И солнце снова взойдёт[англ.] фильм Цзян Вэнь
- Эрос, помоги! фильм Ли Каншэна
- Кус-кус и барабулька фильм Абделатифа Кешиша
- Вожделение фильм Энг Ли
- Это свободный мир фильм Кена Лоуча
- Час пик фильм Винченцо Марра
- Сукияки Вестерн Джанго фильм Такаси Миикэ
- 12 фильм Никиты Михалкова
- Сицилийцы фильм Андреа Порпорати
- Любовь Астреи и Селадона фильм Эрика Ромера
- Искупление фильм Джо Райта
- Безумный следователь фильм Джонни То и Вэй Цзяхуэя (Вай Гафая)

### Фильмы вне конкурса

#### Мастера Венеции
- Мечта Кассандры, фильм Вуди Аллена
- Клеопатра, фильм Жулио Брессане
- Девушка, разрезанная надвое, фильм Клода Шаброля
- Размежевание, фильм Амоса Гитай
- Годы спустя, фильм Им Гвонтхэка
- Банзай, режиссёр!, фильм Такэси Китано
- Христофор Колумб — загадка, фильм Мануэл ди Оливейра

#### Венецианская ночь — Открытие и закрытие
- За пригоршню долларов фильм Серджо Леоне, Монте Хеллман
- Кровные братья фильм Алекси Тань
- Репортаж фильм Жауме Балагеро и Пако Пласа

#### Венецианская ночь
- Нереальный север фильм Азиф Кападиа
- Бегущий по лезвию фильм Ридли Скотт
- Охота Ханта фильм Ричард Шепард
- Дневники няни фильм Шари Спрингер Берман и Роберт Пульчини
- Под покровом ночи фильм Адриа Гарсия и Виктор Мальдонадо

#### Специальные события
- Отель «Шевалье» фильм Уэса Андерсона

#### Золотой Лев Бернардо Бертолуччи
- Нефтепровод (сериал) фильм Бернардо Бертолуччи
- Стратегия паука фильм Бернардо Бертолуччи

#### Золотой Лев Тима Бёртона за выдающиеся достижения 2007 года
- Кошмар перед Рождеством фильм Тима Бёртона

#### Александр Клюге
- Mein Jahrhundert, mein Tier! фильм Александра Клюге
- Das Phänomen der Oper
- Im Sturm der Zeit/Facts and Fakes
- Die poetische Kraft der Theorie
- Der Zauber der verdunkelten Seele

#### Юбилейная Венеция (1932—2007): Дань Чарльзу Лиццани
- Отель Мейна фильм Карло Лиццани

#### Юбилейная Венеция (1932—2007)
- Что за подлецы мужчины! фильм Марио Камерини

#### События
- Метельщики улиц фильм Микеланджело Антониони Короткометражка
- Разбитая любовь фильм Микеланджело Антониони Короткометражка
- Взгляд Микеланджело фильм Микеланджело Антониони
- Большой страх фильм Бадда Боттичера
- Столкновение в Сандауне фильм Бадд Боттичер
- Одинокий всадник Бьюкенен фильм Бадд Боттичер
- Одинокий всадник фильм Бадд Боттичер
- Станция Команч фильм Бадд Боттичер
- Железный конь фильм Джона Форда
- Autoritratto Auschwitz/L’occhio è per così dire l’evoluzione biologica di una lagrima фильм Альберто Грифи
- Становление Джона Форда фильм Ника Редмана

#### Короткометражные анимационные фильмы
- Putiferio va alla guerra (1968 год) фильм Роберто Джавилоли (Италия)
- Дуэт кошек фильм Эмануэля Луццати и Джулио Джаннини
- Putiferio va alla guerra (1968 год) фильм Роберто Джавиоли — Animazione
- Duetto dei gatti (Opera buffa) (1985 год) фильм Эмануэль Луццати и Джулио Джаннини (Италия)
- Pulcinella фильм Эмануэль Луццати и Джулио Джаннини
- Pulcinella e il gioco dell’oca фильм Эмануэль Луццати и Джулио Джаннини
- Pulcinella e il pesce magico фильм Эмануэль Луццати и Джулио Джаннини
- La tarantella di Pulcinella фильм Эмануэль Луццати и Джулио Джаннини

### Горизонты
- Любимаяfr фильм Арно Деплешена
- Anabazys фильм Жоэл Пиццини и Палома Роша
- Andarilho фильм Као Гимараеш
- Lou Reed’s Berlin фильм Джулиана Шнабеля
- Кочочи фильм Исраэль Карденас и Лаура Амелия Гусман
- Молчание перед Бахом фильм Пере Портабелья
- Исход[англ.] фильм Пенни Вулкок
- С девушкой из чёрной земли фильм Чон Су Иль
- История Ришара О фильм Дамьен Одуль
- Смерть в стране чар фильм Лав Диас
- Madri фильм Барбара Куписти
- Mal Nascida фильм Жуан Канижу
- Джимми Картер: Человек с Великих Равнин фильм Джонатан Демме
- Чудо Медеи фильм Тонино Де Бернарди
- The Obscure фильм Люй Юэ
- Пересечение линии фильм Пьетро Марчелло
- Грустные каникулы фильм Синдзи Аояма
- Umbrella фильм Ду Хайбинь
- Искатели 2.0 фильм Александр Кокс
- Staub фильм Хартмут Битовский
- Осенний бал фильм Вейко Ыунпуу
- Бесполезный фильм Цзя Чжанкэ

#### События Горизонтов
- С другой стороны Луны фильм Дарио Бальди и Давид Маренго
- Каллас абсолютная фильм Филипп Коли
- Carlo Goldoni Venezian фильм Леонардо Аутера и Альберто Кальдана
- Эмпайр II фильм Амос По

## Секция ретроспективного кино

### Тайная история итальянского кино
- Прежде, чем придёт смерть фильм Хоакин Луис Ромеро Марчент
- 100 000 долларов за Ринго фильм Альберто Де Мартино
- Возвращение Ринго фильм Дуччо Тессари
- Ринго из Небраски фильм Марио Бавы и Антонио Романа
- Прострелянный доллар фильм Джорджо Феррони
- Джанго фильм Серджо Корбуччи
- Цена жизни фильм Эухенио Мартина
- Сдавайся и расплатись фильм Серджо Корбуччи
- Навахо Джо фильм Серджо Корбуччи
- Сахарный кольт фильм Франко Джиральди
- Доллары текут рекой фильм Карло Лиццани
- Янки фильм Тинто Брасса
- 10 000 кровавых долларов фильм Ромоло Гуэррьери
- El Desperado фильм Франко Россетти
- Время грифов фильм Нандо Цицеро
- Смерть не считает доллары фильм Риккардо Фреды
- Джанго, стреляй… фильм Джулио Квести
- Каждый за себя фильм Джорджо Капитани
- Приготовь гроб фильм Фердинандо Бальди
- Tепепа фильм Джулио Петрони
- Длинная вереница крестов фильм Серджо Гарроне
- Эль Пуро фильм Эдуардо Мулагрии
- Меня зовут Троица фильм Энцо Барбони
- ?Матало!! фильм Чезаре Каневари
- Напарники фильм Серджо Корбуччи
- Месть это блюдо, поданное холодным фильм Паскуале Скуитьери
- Большая дуэль фильм Джанкарло Санти
- Меня зовут Никто фильм Марио Кайано
- Причина, чтобы жить и умереть фильм Тонино Валерии
- Четыре всадника Апокалипсиса фильм Лучо Фульчи
- Кеома фильм Энцо Дж. Кастеллари

События ретроспективы
- Una questione poco privata — Conversazione con Giulio Questi фильм Джианфранко Паннонне
- Gonin no shokin kasegi фильм Эйити Кудо

### Выставка Луиджи Коменчини и Усмана Сембена
Специальный раздел фестиваля, посвящённый двум кинематографистам: Луиджи Коменчини, один из самых влиятельных авторов итальянского кино и Усман Сембен, отец африканского кино и лидером нового мирового кинематографа.
- Manda bi, Первый художественный фильм в цвете Усман Сембен
- L’ospedale del delitto, короткометражный фильм Луиджи Коменчини